# Sinapis
Sinapis es un género de plantas dentro de la familia Brassicaceae.  Una de las especies que se encuentran en este género es la mostaza blanca (S. alba) la planta silvestre, es el popular jaramago. La mostaza negra algunas veces se sitúa en este género, pero es más frecuente que se sitúe en el género relacionado Brassica.

## Descripción
Son hierbas anuales (raramente bienales) con pelos simples, erectos, ramificados. Las hojas pinnatífidas o profundamente diseccionadas, las bajas poco pecioladas, sésiles las superiores o casi. Las inflorescencias en racimos de muchas flores, muchas veces bracteadas abajo, aumentando en longitud en las frutas. Las flores suelen ser grandes, de color amarillo, pediceladas, con pedicelos más o menos propagados en la fruta. El fruto es una silicua, subcilíndrica o linear-cilíndrica, con pocas semillas, cada valva 3-7 grueso veteado; el pico a menudo largo,  semillas esféricas, uniseriadas, marrón, con cotiledones conduplicados.

## Localización
Las especies silvestres, tal como el jaramago, son «chivatos ecológicos» en la zona sur de España: su presencia masiva denuncia campos baldíos, jardines descuidados o escombreras.

## Taxonomía
El género fue descrito por Carlos Linneo y publicado en Species Plantarum 2: 668. 1753. La especie tipo es: Sinapis alba L.

## Especies aceptadas
A continuación se brinda un listado de las especies del género Sinapis aceptadas hasta septiembre de 2013, ordenadas alfabéticamente. Para cada una se indica el nombre binomial seguido del autor, abreviado según las convenciones y usos. 
- Sinapis alba L.
  - Sinapis alba subsp. alba
  - Sinapis alba subsp. dissecta (Lag.) Bonnier
  - Sinapis alba subsp. mairei (H. Lindb.) Maire
- Sinapis arvensis L.
  - Sinapis arvensis subsp. arvensis
  - Sinapis arvensis subsp. allionii (Jacq.) Baillarg.
- Sinapis flexuosa Poir.
- Sinapis pubescens L.
  - Sinapis pubescens subsp. pubescens
  - Sinapis pubescens subsp. aristidis (Pomel) Maire & Weiller
  - Sinapis pubescens subsp. indurata (Coss.) Batt.